# Беломоина, Яна Борисовна

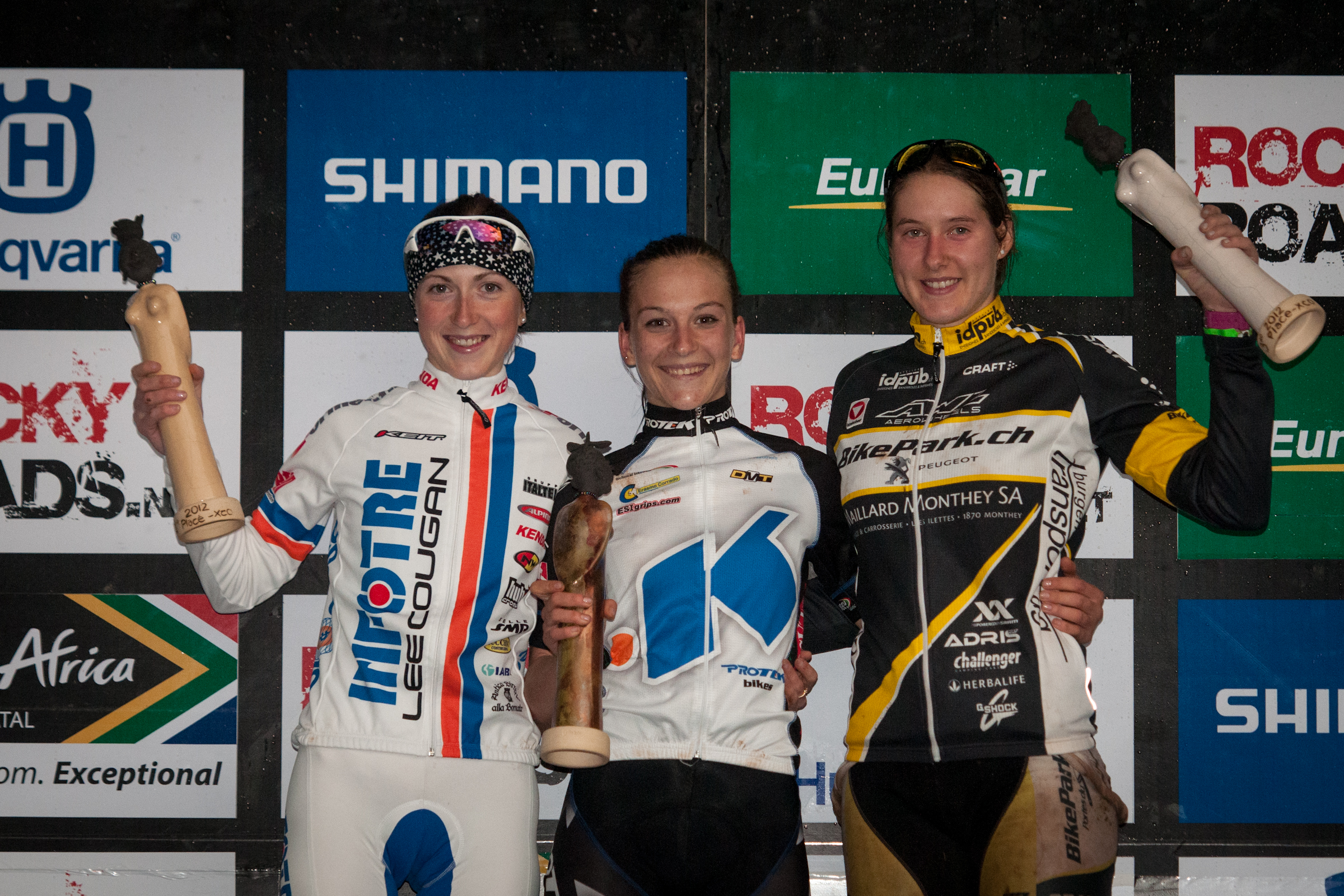
Яна Беломойна, слева, серебряная медаль Кубка мира по маунтибайку — кросс-кантри, женщины до 23 лет, Питермарицбург (ЮАР), 17 марта 2012 год

Яна Борисовна Беломоина (род. 2 ноября 1992, Луцк, укр. Яна Борисівна Беломоіна) — украинская велосипедистка по маунтибайку в кросс-кантри. На Летних Олимпийских играх 2012 в кросс-кантри среди женщин заняла 13-е место.
На Чемпионате мира по маунтбайку 2010 года на горе Сент-Энн в Квебеке, Канада завоевала серебряную медаль среди женщин-юниоров, шестое место на Чемпионате мира по маунтибайку 2011 года среди женщин до 23 лет в Шампери, Швейцария, серебро на Чемпионате мира маунтбайку 2012 года по кросс-кантри среди женщин до 23 лет в Леогангу, Австрия, серебро на Кубке мира по маунтбайку 2012 в кросс-кантри среди женщин до 23 лет в Питермарицбурги (ЮАР), бронза на Чемпионате мира маунтибайку 2013 года по кросс-кантри среди женщин до 23 лет в Питермарицбурги (ЮАР), чемпионка Европы по маунтибайку 2013 в кросс-кантри среди женщин до 23 лет.
В сентябре 2015 года на чемпионате мира по маунтинбайку в Валлнорде (Андорра), Яна Беломоина получила бронзовую награду.
В октябре 2020 года заняла 3 место на чемпионате Европы по маунтинбайку в Швейцарии. 